# Natasha Thomas
Natasha Thomas (ur. 27 września 1986 w Roskilde) – duńska piosenkarka popowa. Jej najbardziej znane piosenki to: "Why (Does Your Love Hurt So Much)" (pierwotnie wykonywana przez Carly Simon) oraz "It's Over Now".

## Dyskografia

### Albumy
- 2004: Save Your Kisses[1]
- 2006: Playin’ with Fire[2]

### Single
- 2003: „Why (Does Your Love Hurt So Much)”
- 2004: „It’s Over Now (feat. Sugar Daddy)”
- 2004: „Save Your Kisses”
- 2004: „Let Me Show You (The Way)”
- 2005: „Skin Deep”
- 2006: „Real”
- 2006: „Irresistible”